# Tangtou, Fujian
Tangtou (kinesiska: 汤头) är en socken i sydöstra Kina. Den ligger i Dehua härad i staden Quanzhou i provinsen Fujian,  omkring 120 kilometer väster om provinshuvudstaden Fuzhou. Antalet invånare är 2 843. Befolkningen består av 1 330 kvinnor och 1 513 män. Barn under 15 år utgör 7,0 %, vuxna 15-64 år 77 %, och äldre över 65 år 15,0 %.